# Rhynchospora racemosa
Rhynchospora racemosa är en halvgräsart som beskrevs av Charles Wright och Francisco Adolfo Sauvalle. Rhynchospora racemosa ingår i släktet småag, och familjen halvgräs. Inga underarter finns listade i Catalogue of Life.